# Prekvršje
Prekvršje is een plaats in de gemeente Zagreb in de Kroatische provincie Stad Zagreb. De plaats telt 656 inwoners (2001).